# Шехнино
Шехнино — деревня в Ярославском районе Ярославской области. Входит в состав Заволжского сельского поселения.

## География
Находится в восточной части Ярославской области на расстоянии приблизительно 16 км на восток-юго-восток по прямой от станции Филино на левом берегу Волги.

## История
В 1859 году здесь (деревня Ярославского уезда Ярославской губернии) было учтено 13 дворов, в 1898 — 15.

## Население
Численность населения: 76 человек (1859 год), 12 (русские 100 %) в 2002 году, 6 в 2010.

## Инфраструктура
В деревне ничего нет. Все блага цивилизации доступны в Прусове.